# Chiesa dei Santi Giacomo e Leonardo
La chiesa dei Santi Giacomo e Leonardo è un luogo di culto cattolico, sede dell'omonima parrocchia, situata nella frazione di San Leonardo di Badia in Alto Adige.
La chiesa attuale, che prende il posto di un edificio più antico, fu costruita sotto la direzione di Franz Singer tra 1776 e 1778 e consacrata nel 1782.

## Descrizione
La chiesa è connotata da uno stile barocco che si riflette nella facciata e negli interni. L'esterno si connota per un portale aggettante rispetto alla  facciata e per tre nicchie che ospitano statue di santi. Tre coppie di lesene non equiripartite terminano sotto una cornice marcapiano al di sopra della quale si innesta un timpano mistilineo. Il campanile a cuspide, più antico, è del 1347. Possiede 5 campane in Do3 crescente (Do3, Re3, Mi3, Sol3, Do4) elettrificate a slancio tirolese fuse da Cavadini nel 1921.
L'interno a navata unica è riccamente decorato. Singer si occupò degli stucchi, mentre gli affreschi delle cupole si devono a Matthäus Günther, che li realizzò nel 1776. La controfacciata ospita un grande organo a canne.